# Jemeil Rich
Jemeil de Juan Rich (Gary, 31 gennaio 1975) è un ex cestista statunitense, professionista nella NBDL, in Europa e in Sudamerica.

## Carriera
In Italia ha giocato nel corso della stagione 2001-2002, quando si è diviso tra il Basket Napoli e la Sutor Montegranaro, militando in entrambi i casi nel campionato di Legadue. Durante l'annata precedente era sceso in campo anche in 10 gare di Eurolega con gli svizzeri dei Lugano Tigers.

## Palmarès

### Individuale
- All-Euroleague Second Team: 1

Lugano Tigers: 2000-01
- 2 volte All-CBA Second Team (2004, 2005)
- 2 volte CBA All-Defensive First Team (2003, 2004)
- 2 volte miglior passatore CBA (2004, 2005)
- Migliore nelle palle rubate CBA (2005)